# PAZ
OAO „Pawłowskij awtobus” (ros. ОАО «Павловский автобус», d. Pawłowska fabryka autobusów im. A. A. Żdanowa) – rosyjski producent autobusów klasy Mini oraz Midi z siedzibą i zakładem produkcyjnym w miejscowości Pawłowo nad rzeką Oką.

## Historia i opis firmy
Historia zakładu rozpoczyna się w 1930 roku kiedy to zapada decyzja o jego powstaniu, jako zakładu będącego dostawcą elementów nadwozi dla Gorkowskiej Fabryki Samochodów. Produkcję rozpoczęto w 1932 roku. Produkcja pierwszych autobusów pod oznaczeniem PAZ-651 bazujących na podwoziu samochodu ciężarowego GAZ-51 ruszyła w 1952 roku. W 1958 roku rozpoczęto produkcję niewielkich autobusów międzymiastowych własnej konstrukcji PAZ-652 a od 1968 roku zmodernizowanej odmiany PAZ-672. W roku 1989 do produkcji skierowany zostaje następca PAZa-672 o oznaczeniu PAZ-3205, którego kolejne odmiany stanowią obecnie trzon produkcji zakładu. W 2001 roku wprowadzona zostaje do produkcji nowa seria pojazdów PAZ-4230 Aurora. W latach 1997–2000 wyprodukowano serię podmiejskich autobusów na podwoziach polskiej firmy Autosan wyposażonych w silniki marki Cummins. Były to modele PAZ-4223 na podwoziu autobusu Autosan H9-20 oraz 12 metrowy PAZ-5269 na podwoziu modelu H10-12.

## Aktualna oferta
- PAZ-3204 – autobus miejski klasy Mini
- PAZ-3205 – seria pojazdów klasy Mini produkowana od 1989 roku
- PAZ-3206 – odmiana 3205 z napędem 4WD
- PAZ-3237 – niskopodłogowy autobus miejski o długości 8 metrów
- PAZ-4230-03 Aurora – autobus miejski/podmiejski
- PAZ-4230-05 Aurora – autobus międzymiastowy
- PAZ-4234 – autobus podmiejski, będący przedłużoną odmianą modelu 3205

## Galeria

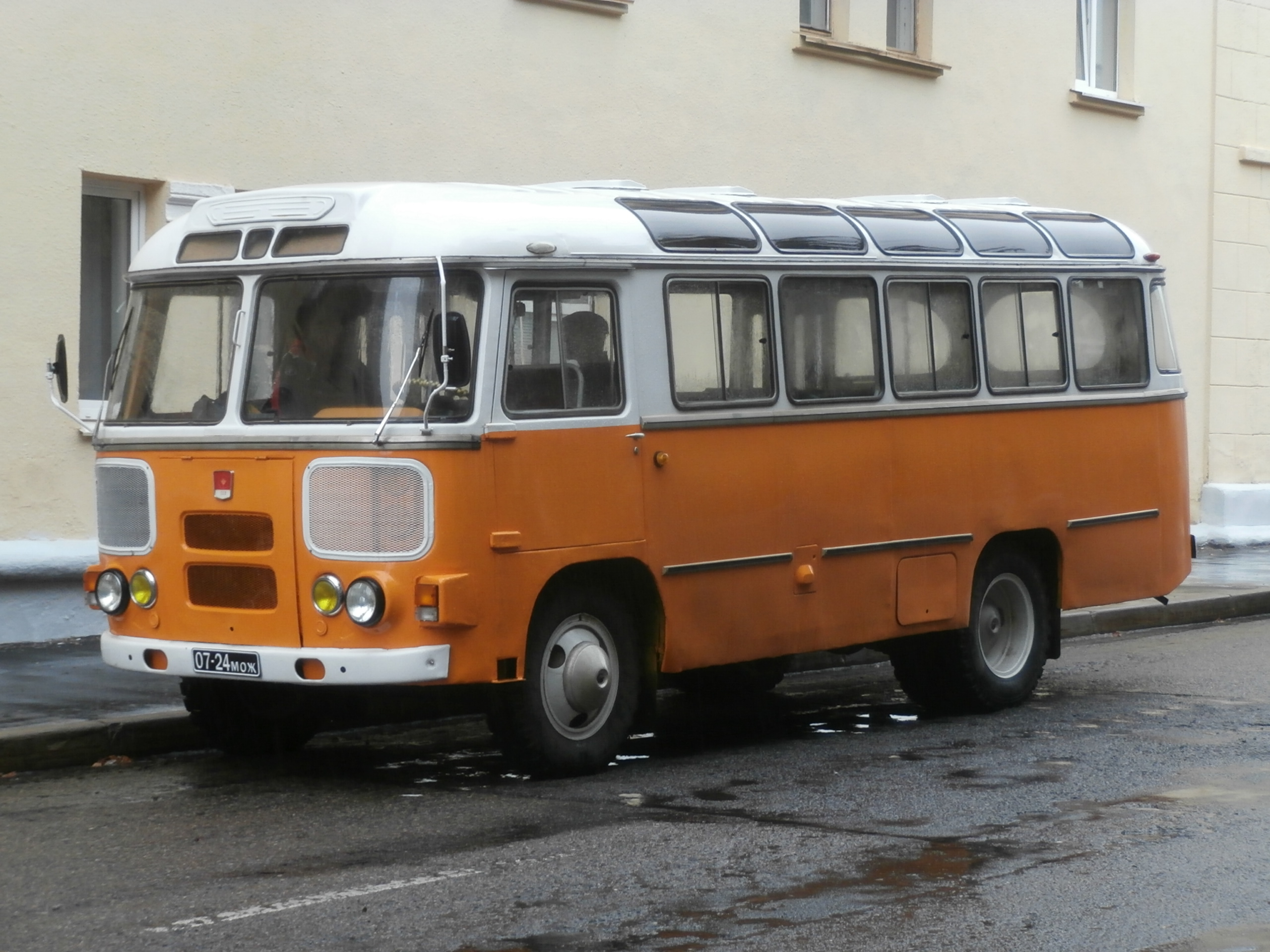
PAZ-672
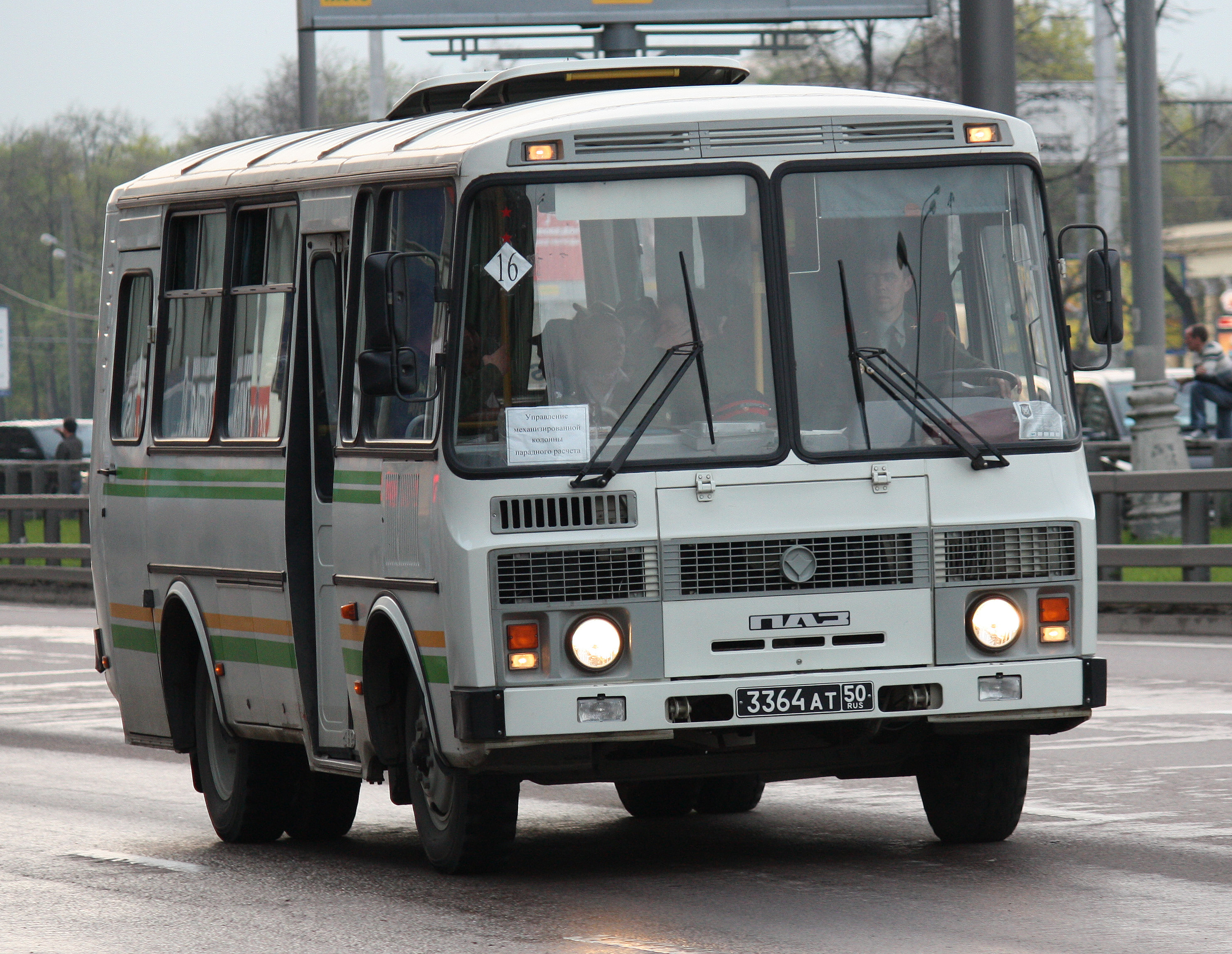
PAZ-3205
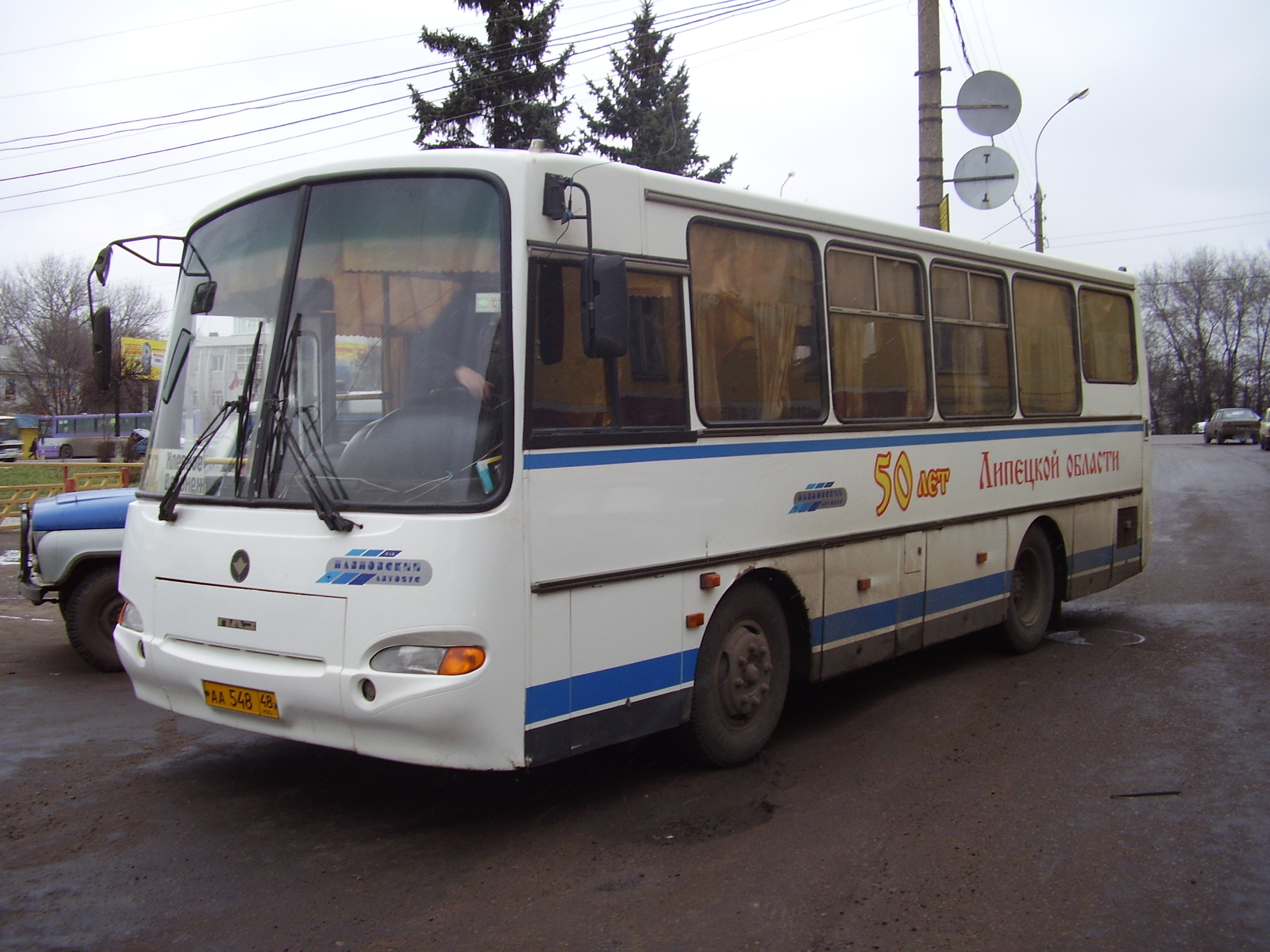
PAZ-4230-03 Aurora
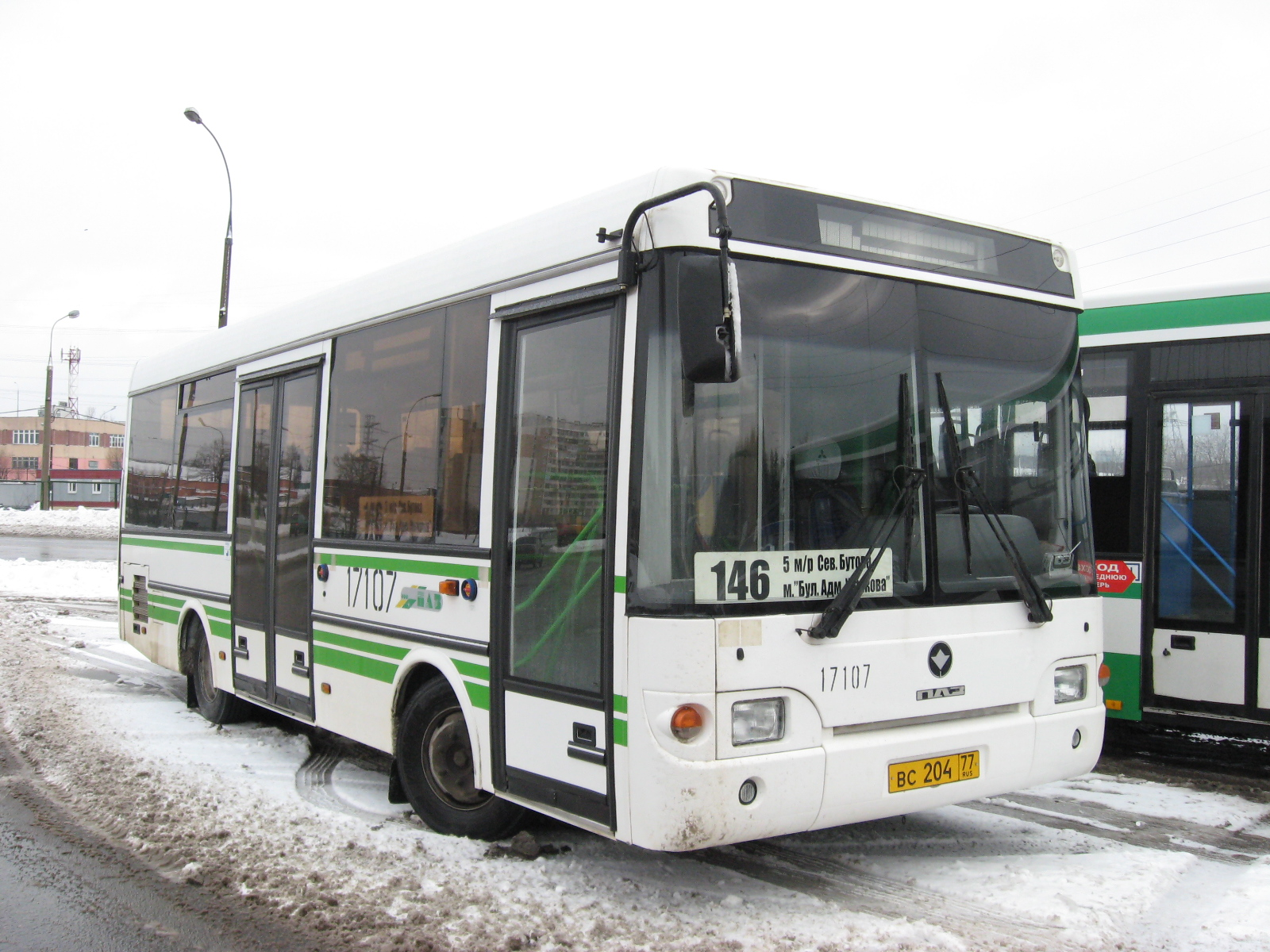
PAZ-3237-01